# Jaroslav Šajtar
Jaroslav Šajtar est un joueur d'échecs, un arbitre et un organisateur de compétitions d'échecs tchécoslovaque né le 3 décembre 1921 à Ostrava et mort le 4 février 2003. Il a obtenu le titre de maître international à sa création en 1950 et celui de grand maître international honoraire en 1985. Jaroslav Šajtar a représenté la Tchécoslovaquie lors de deux olympiades (en 1952 et 1954) et son équipe finit à chaque fois quatrième de l'olympiade.

## Carrière de joueur
Jaroslav Šajtar a remporté le championnat d'Ostrava en 1942 ; les tournois de Ceske Budejovice (ex æquo avec Opocensky), Nepomuk (ex æquo avec Opocensky) et Cista (devant Pachman) en 1944 ; Smecno en 1945
En 1943, Jaroslav Šajtar termina quatrième, ex æquo avec Jan Foltys, du tournoi international de Prague remporté par le champion du monde Alexandre Alekhine devant Paul Kérès. En 1947, il finit deuxième du tournoi de Varsovie, ex æquo avec Boleslavski, Pachman et Smyslov (tournoi remporté par Gligoric). En 1952, il termina deuxième du championnat de Tchécoslovaquie remporté par Miroslav Filip. En 1949, il fut troisième du tournoi international de Bucarest remporté par Pachman devant Benko.

## Arbitre et organisateur
En 1955, Jaroslav Šajtar reçut le titre d'arbitre international .En 1956, il fut élu vice-président de la Fédération internationale des échecs et responsable pour l'administration de la zone 3 (Europe de l'Est) et à partir de cette date, il se consacra à l'organisation et l'arbitrage de compétitions dont les olympiades universitaires (championnat du monde par équipe des étudiants).